# Maritigrella fuscopunctata
Maritigrella fuscopunctata là một loài giun dẹp thuộc họ Polycladida trong bộ Polycladida. Chúng sinh sống tại Ấn Độ Dương, Thái Bình Dương.